# Südlicher Mittelgraben
Der Südliche Mittelgraben ist ein Meliorationsgraben und orographisch rechter Zufluss des Großbeerener Grabens auf der Gemarkung der
Stadt Ludwigsfelde im Landkreis Teltow-Fläming in Brandenburg. Der Graben beginnt auf einer landwirtschaftlich genutzten Fläche, die sich südlich der Bundesautobahn 10 und nördlich des Ludwigsfelder Ortsteils Löwenbruch befindet. Er verläuft vorzugsweise in südlicher Richtung und dabei westlich am genannten Ortsteil vorbei. Südlich von Löwenbruch fließt ein Teil des Wassers über den Mittelgraben in den Scheedgraben in den Östlichen Freiheitsgraben ab, der wiederum in den Großbeerener Graben entwässert. Der überwiegende Teil des Wassers fließt in südsüdwestlicher Richtung zum Ludwigsfelder Ortsteil Wietstock und entwässert westlich des Ortsteils in den Großbeerener Graben.